# Plectris brevis
Plectris brevis är en skalbaggsart som beskrevs av Blanchard 1851. Plectris brevis ingår i släktet Plectris och familjen Melolonthidae. Inga underarter finns listade i Catalogue of Life.